# Fredericton
Fredericton is de hoofdstad van de Canadese provincie New Brunswick. De stad heeft 63.116 inwoners (2021) en een oppervlakte van 131,23 km². Inclusief voorsteden wonen er 85.688 mensen (2006). De stad is genoemd naar Frederik van York (1763-1827).
Fredericton ligt in het binnenland van New Brunswick aan de oevers van de rivier de Saint John. Verder heeft de stad twee universiteiten.

## Bekende (ex-)inwoners

### Geboren
- Catharine Pendrel (1980), Canadees mountainbikester

### Gewoond
- Jānis Kalniņš (1904-2000), Lets-Canadees componist